# Bára Sigfúsdóttir
Bára Sigfúsdóttir (Reykjavik, 1984) is een IJslandse choreografe die vooral in Brussel werkt.

## Opleiding
Bára Sigfúsdóttir begon pas op haar 17e te dansen. Ze studeerde achtereenvolgens aan de IJslandse Academy of Arts, de Amsterdamse Hogeschool voor de Kunsten en de Brusselse dansschool P.A.R.T.S. In 2011 studeerde ze af aan P.A.R.T.S., waarna haar professionele carrière als danser en choreograaf aanving.

## Loopbaan
In 2012 creëerde ze in residentie bij Danscentrum Jette haar eerste solo: On the Other Side of a Sand Dune. Ter inspiratie voor deze productie interviewde ze verschillende oude IJslandse vrouwen in bejaardentehuizen. Hun jeugdherinneringen en hun visie op de veranderde wereld en relatie tot de natuur voedden het creatieproces.
Voor The Lover (2015), geïnspireerd door het discours over klimaatverandering en onze omgang met grondstoffen, werkte Sigfúsdóttir samen met beeldend kunstenares Noémie Goudal en de IJslandse muzikant Borko. Door de belangrijke inbreng van muziek en beeldende kunst kan deze productie eerder als een gesamtkunstwerk dan louter als een dansvoorstelling worden gezien. The Lover is minder verhalend van aard dan haar eerste creatie. De pure beweging staat centraal. Sigfúsdóttir ontving voor deze creatie een projectsubsidie binnen het Kunstendecreet van de Vlaamse Overheid.
In 2016 maakte Sigfúsdóttir TIDE, in samenwerking met de Noorse componiste en trompettist Eivind Lønning. De voorstelling combineert improvisatie met vaste compositorische structuren.
In oktober 2017 ging de voorstelling being in première in Gentse kunstencentrum CAMPO. 
Met haar solowerk speelt Sigfúsdóttir vaak op podiumkunstenfestivals in Vlaanderen (Theater Aan Zee, December Dance, Het TheaterFestival Vlaanderen,...) en Nederland (Moving Futures,...), maar ook in Scandinavië vindt haar werk een publiek (Reykjavik Dance festival, Stockholm Fringe, ICE HOT Oslo,...). Aanvankelijk maakte ze haar werk onder de vleugels van het alternatief managementbureau Curtain Call Productions, dat later opging in GRIP, een choreografisch platform onder leiding van Jan Martens dat ook andere makers ondersteunt. 
Sigfúsdóttir wil met haar werk communiceren: ze brengt maatschappelijke thema's bij een breed publiek via het medium van de dans. Ze ziet kunst eerder als een potentiële wereldtaal, dan als een middel om een vaardigheid te tonen. Terugkerende onderwerpen zijn de natuur, klimaatverandering en de plaats van het individu in relatie tot de andere.
Sigfúsdóttir was ook als performer actief, onder meer in het werk van Iris Bouche, Kobe Proesmans en Miet Warlop.

## Prijzen
In 2015 werd The Lover geselecteerd voor Circuit X, een initiatief dat beloftevolle jonge makers meer speelkansen wil geven voor een breed publiek. Door die selectie speelde ze in hetzelfde jaar op het Vlaamse TheaterFestival.